# Coilodera lecourti
Coilodera lecourti är en skalbaggsart som beskrevs av Legrand 2000. Coilodera lecourti ingår i släktet Coilodera och familjen Cetoniidae. Inga underarter finns listade i Catalogue of Life.